# Menglöd

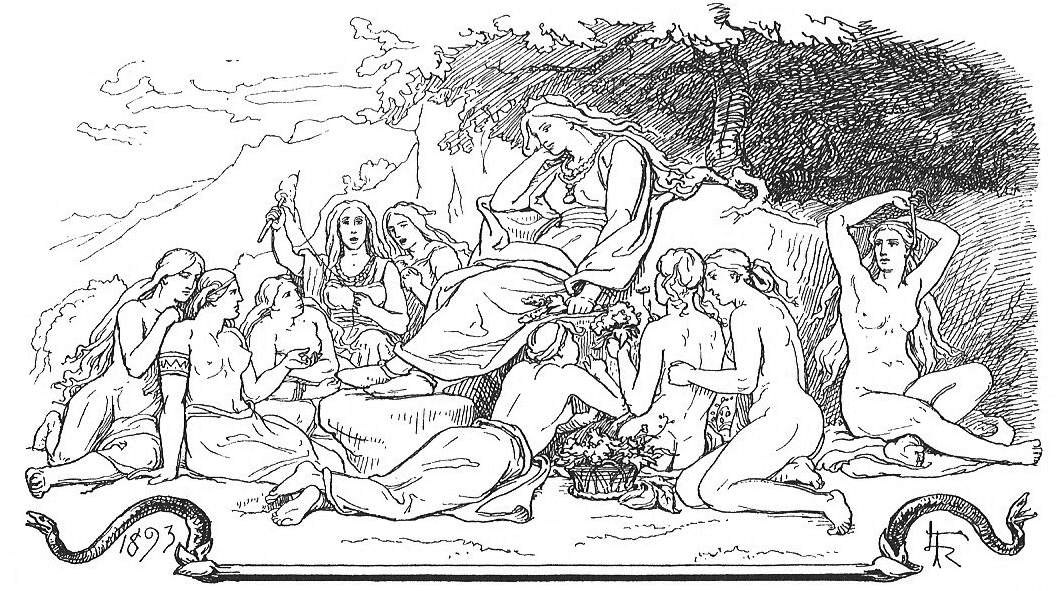
Menglöd i kretsen av sina nio tärnor – en av dem är Eir. Bild av Lorenz Frølich, 1893.

Menglöd (Menglǫð: "den som gläds åt smycken") är en gudinna, som enligt eddadikten Fjölsvinnsmál sitter trånande i sin borg på berget Lyfjaberg ("Läkedomsberget") och väntar på guden Svipdag (Svipdagr: "plötsligt gryende dag"). Hon har aldrig träffat honom, men vet att han är förutbestämd att bli hennes make. Borgen där hon sitter är ointaglig: omvärvd av flammande eld (norrsken?) och balanserande överst på en spjutudd (á brodds oddi: en spetsig bergstopp?). Jätten Fjölsvinn (Fjölsviðr: "den mångvetande") är borgens väktare, och ingen annan än Svipdag har han lov att släppa in – om denne skulle dyka upp och säga sitt namn. Detta sker också i diktens slut. Den längtande Menglöd kastar sig då i Svipdags armar med orden:
| Länge satt jag på Läkedomsberget, bidde dig dagar och dygn; nu hänt det har som så hett jag längtat: jag ser i min sal dig stå. Översättning: Åke Ohlmarks (1965) | Lengi ek sat Ljúfu bergi á, beið ek þín dægr ok daga; nú þát varð, er ek vætt hefi, at þú ert kominn, mögr, til minna sala. Strof 49. |  |

## Freja (?)
Menglöd har vanligen identifierats med gudinnan Freja.
Freja ägde ju det skimrande halssmycket Brisingamen, varför "Menglöd" skulle vara ett mycket passande binamn på henne. Men utöver namnet finns det ingenting i Fjölsvinnsmál som antyder att författaren skulle ha haft just Freja i åtanke. Inte heller är "Menglöd" ett i andra källor förekommande namn på Freja.
Av dikten att döma tycks Menglöd ha ömmat för sjuka kvinnor. Om berget där hon sitter sägs följande:
| Läkberget heter det, länge det varit sjukas och sårades sällhet; helad blir om ock helsot hon har, var kvinna den klippan klättrar. Översättning: Åke Ohlmarks (1965) | Lyfjaberg þat heitir, en þat hefir lengi verit sjúkum ok sárum gaman; heil verðr hver, þótt hafi árs sótt, ef þat klífr, kona. Strof 36. |  |

En annan strof förespråkar rökning med idegransbär mot kvedsjuka (livmodersframfall?) och Menglöd sägs sitta i en krets av nio jungfrur, vilkas namn tycks röja att också de är botande och skyddande diser.

## Menglöds farfar
Fjölsvinnsmál är förmodligen den poetiska Eddans yngsta dikt, tillkommen på 1200-talet men endast bevarad i sena och mycket bristfälliga handskrifter. I mycket är dikten ett mystifierande uppkok på äldre myter med motiviska lån från både andra eddasånger och romantiska riddarsagor. Diktens början saknas; flera strofer är dessutom förvanskade och tydningen är oviss. I strof 8 görs ett försök att sätta in Menglöd i ett släktsammanhang: "hennes mor fick henne med Svafrþorins son", står det. Svafrþorinn är dock okänd. Om Menglöd är Freja, så skulle Svafrþorinn vara namnet på Njords far. Ordet þorinn betyder "djärv" men verkar tillsammans med svafr ("skvaller") inte ge någon mening. Enligt en hypotes, som framlagts av Rudolf Simek, skulle namnet vara ett förvanskat Svefnþorn ("sömntörne"), som finns som motiv i fornaldarsagor liksom i Völsungasagan och dikter som anknyter till denna. I Sigrdrífumál ligger den sovande Sigrdrífa på Hindarfjällets topp, omgiven av en mur av eld. Det är Oden som har stuckit henne med svefnþorn – sömntörne. Men till skillnad från Menglöd – som rusar Svipdag till mötes så snart hans rätta identitet är avslöjad – är valkyrian Sigrdrífa mycket svårväckt. Länge har hon sovit – hennes brynja har nästan vuxit fast vid kroppen. Inte förrän Sigurd med svärdet som konservöppnare lyckas skära upp rustningen, slår hon yrvaket upp ögonen med orden: "Hur klövs härskruden? Hur har jag vaknat?"
Troligen har författaren till Fjölsvinnsmál lånat motivet med den väntande jungfrun överst på en bergstopp, som är omgiven av flammande eld, från denna saga, och därifrån också hämtat namnet Svefnþorn som personifikation av "sömntörne". Men detta besvarar inte frågan om Menglöds identitet.

## Ett halvtroll
I den isländska kortsagan Orms þáttr Stórólfssonar förekommer ett halvtroll vid namn Menglöð Ofótansdóttir. Hennes mor är människa medan fadern är ett troll. Hon hjälper sagans hjälte Ormr Stórólfsson genom att skänka honom ett par styrkehandskar då han skall kämpa mot hennes halvbror, trollet Brúsi, vars mor är ett finngálkn. Denna Menglöð har ingenting med mytologins Menglöd att göra.